# Ina Hartwig

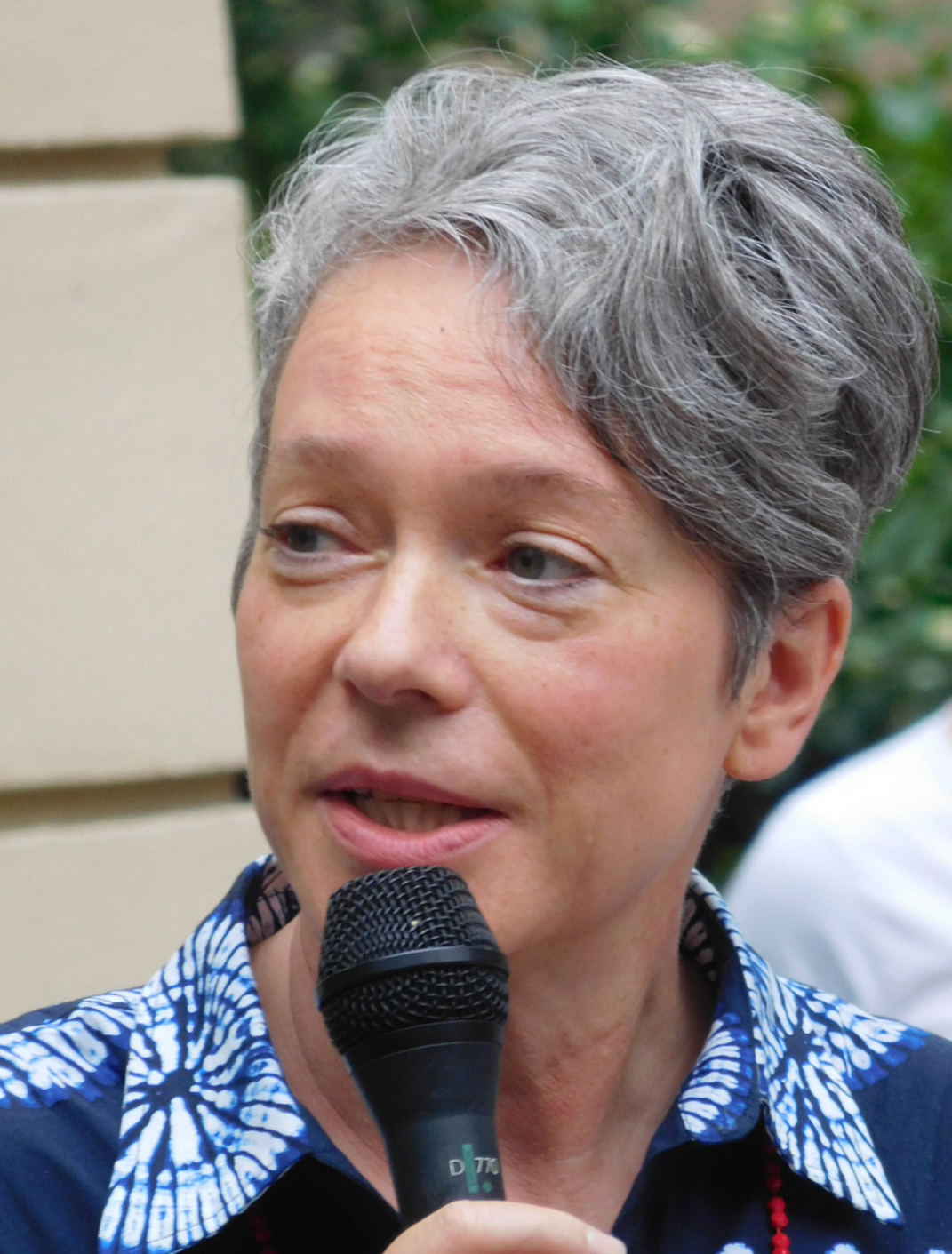
Ina Hartwig auf der 200-Jahr-Feier der Städelschule in Frankfurt am Main (2017)

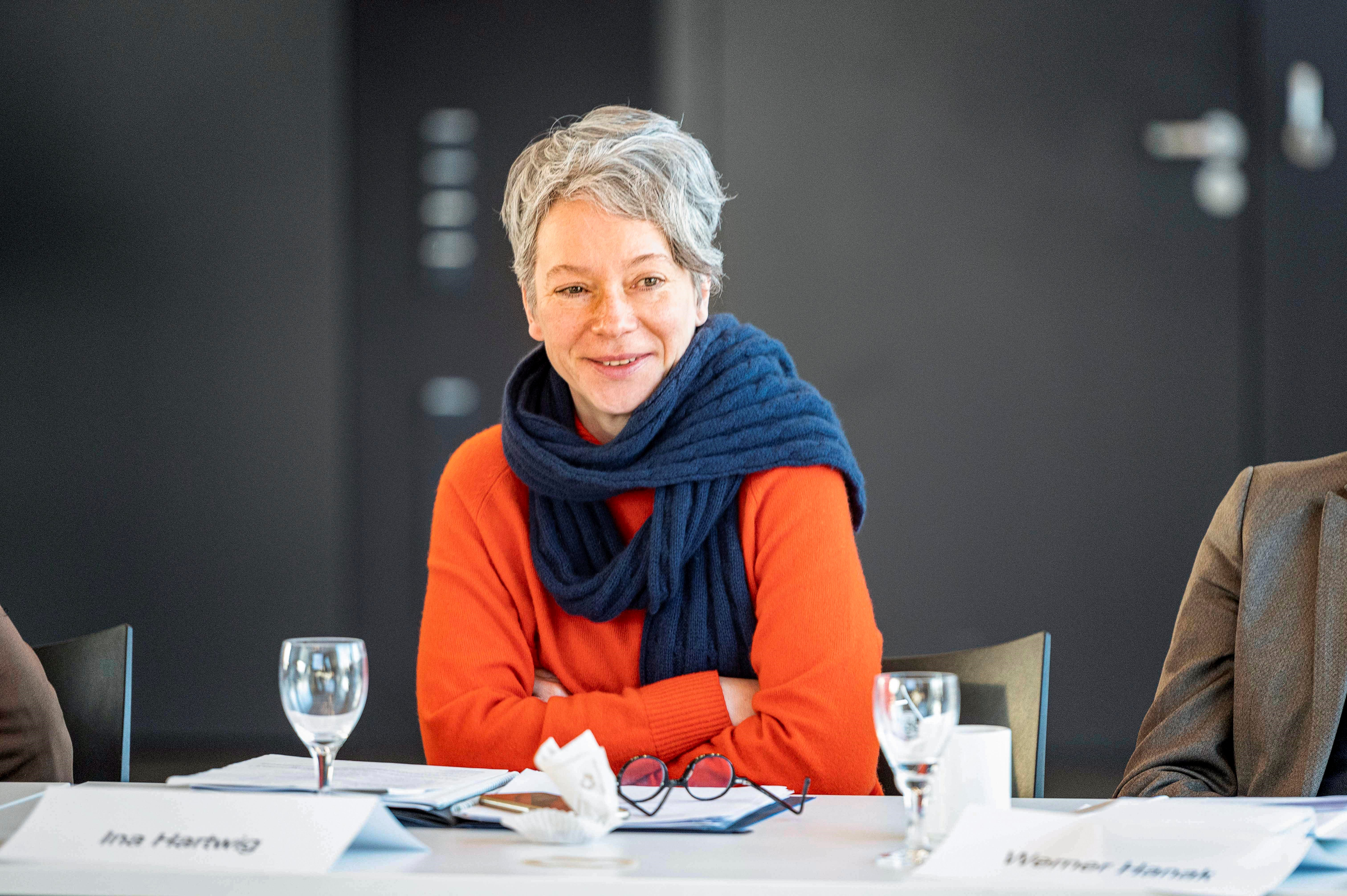
Ina Hartwig auf einer Jurysitzung 2020, Foto: Salome Roessler

Ina Hartwig (* 11. Juli 1963 in Hamburg) ist eine deutsche Autorin, Literaturkritikerin und Politikerin. Seit Juli 2016 ist sie Dezernentin für Kultur und Wissenschaft der Stadt Frankfurt am Main.

## Leben
Nach ihren ersten sechs Lebensjahren in und bei Hamburg verbrachte Hartwig ihre Schulzeit in Lüneburg. Nach dem Abitur 1983 am Gymnasium Oedeme studierte sie Romanistik und Germanistik in Avignon und an der Freien Universität Berlin und wurde an der Universität-Gesamthochschule Essen mit einer vergleichenden Arbeit über Proust, Musil, Genet und Jelinek 1998 zur Dr. phil. promoviert. Nach einer Lehrtätigkeit an der FU Berlin zog sie 1997 nach Frankfurt am Main und wurde Redakteurin der Frankfurter Rundschau, ab 1999 verantwortlich für Literatur. Von 2002 bis 2005 war sie zusammen mit Tilman Spengler Herausgeberin der Zeitschrift Kursbuch. Sie hatte Gastprofessuren für Literaturkritik in St. Louis, USA (2002), Göttingen (2007/08) und am Deutschen Literaturinstitut in Leipzig (2014/15) inne. 2015/16 war sie Fellow am Wissenschaftskolleg zu Berlin.
Zwischen 2010 und 2016 war sie freie Autorin, Kritikerin und Moderatorin und schrieb unter anderem für die Süddeutsche Zeitung und Die Zeit. Regelmäßiger Gast war sie in der 3sat-Sendung Kulturzeit. Von 2013 bis 2016 gehörte sie als Kritikerin dem Team der Literatursendung Buchzeit auf 3sat an. Sie war Jurymitglied u. a. des Preises der Leipziger Buchmesse (2008–2010) und des Deutschen Buchpreises (2011). Von 2014 bis 2020 gehörte sie der Kommission zur Verleihung der Goethe-Medaille des Goethe-Instituts an. Außerdem ist sie Mitglied des PEN-Zentrums Deutschland. Bei der Filmproduktion Die Geträumten (2016, Regie: Ruth Beckermann) über Ingeborg Bachmann und Paul Celan wirkte sie als Ko-Autorin. Ihre Bachmann-Biografie Wer war Ingeborg Bachmann? erschien im November 2017.
Hartwig lebt und arbeitet in Frankfurt am Main. Sie ist verheiratet mit Ulf Erdmann Ziegler. Seit 2012 ist sie Mitglied der SPD.

## Politische Arbeit
Am 14. Juli 2016 wurde Hartwig von der Frankfurter Stadtverordnetenversammlung zur hauptamtlichen Stadträtin und Dezernentin für Kultur und Wissenschaft gewählt. Im Januar 2022 erfolgte ihre Wiederwahl für eine zweite Amtszeit. Ihre politischen Schwerpunkte liegen in der Unterstützung der Freien Kunst- und Kulturszene Frankfurts, der Weiterentwicklung der städtischen Museumslandschaft, der Stärkung des öffentlichen Raums durch kulturelle Nutzungen sowie im freien Zugang zu Kultur und kultureller Bildung. Ihrem Ziel, möglichst vielen Kindern und Jugendlichen den Zugang zu Kunst und Kultur zu erleichtern, wurde 2017 mit der Wiedereinführung eines kostenfreien Eintritts für unter 18-Jährige in die städtischen Museen Frankfurts entsprochen. Mit der Einführung des Kultur- und Freizeittickets (KUFTI) 2020 wurde das Angebot auf nichtstädtische Häuser (z. B. Städel, Senckenberg Naturmuseum und Deutsches Filmmuseum) ausgeweitet.
Seit ihrem Amtsantritt setzt sich Hartwig für eine Erhöhung der städtischen Fördermittel für die freie Frankfurter Kulturszene ein. Im Zuge der Corona-Krise schuf sie einen Notfallfonds für Kulturschaffende aus Frankfurt, deren Existenz durch die Corona-Pandemie bedroht war.
Ihre Zielsetzung, die städtischen Museen für neue Aufgaben und Herausforderungen aufzustellen, kommt u. a. in einer verbesserten Mittelausstattung zum Ausdruck. Erstmals seit 2004 verfügen die städtischen Häuser über einen eigenen Ankaufsetat, mit dessen Hilfe sie eigenständig Kunstwerke erwerben können. In Sachen Restitution fordert Hartwig, die Provenienzforschung weiter auszubauen, um etwaige Raubkunst in den städtischen Sammlungen zurückzuführen oder zu kompensieren.
In der Standortfrage zur Zukunft der Städtischen Bühnen Frankfurt sprach sich Hartwig für einen Neubau von Oper und Schauspiel in der Innenstadt und damit für den Verbleib wenigstens einer Spielstätte am Willy-Brandt-Platz aus. Ihre Position findet sich in der sogenannten „Kulturmeile“, einer räumlichen Anordnung sich aufeinander beziehender Kultureinrichtungen (u. a. Jüdisches Museum Frankfurt, Schauspiel Frankfurt, English Theatre, Dependancen des Museum für Moderne Kunst und des Weltkulturen Museum, Oper Frankfurt, Alte Oper) entlang der westlichen Wallanlagen, wieder. Im Dezember 2024 stimmte die Frankfurter Stadtverordnetenversammlung diesem Konzept mehrheitlich zu. Hartwig sieht in der „Kulturmeile“ eine Ergänzung des von Hilmar Hoffman in den 1980er Jahren erdachten Frankfurter Museumsufers.
Aus Protest gegen den Preisträger Eric Gujer blieb Hartwig im Mai 2022 der Verleihung des Ludwig-Börne-Preises in der Frankfurter Paulskirche fern. Gujer, Chefredakteur der Neuen Zürcher Zeitung, stehe – nach ihrer Ansicht – für einen nationalkonservativen Diskurs und nicht in der Tradition der demokratischen Verständigung. Gujer hatte den renommierten Preis erhalten, weil er in seinen politischen Essays und Kommentaren „mutig auch unpopuläre und unkonventionelle Meinungen“ ausspreche. Der Preisrichter von 2022, der niederländische Schriftsteller Leon de Winter, erklärte, Gujer setze „sich für kritisches, selbständiges Denken, für Toleranz und individuelle Freiheit ein – mit einem klaren liberalen Standpunkt.“
Neben Kolja Müller ist Hartwig seit 2023 Ko-Vorsitzende der SPD-Frankfurt. Die Doppelspitze wurde 2025 für weitere zwei Jahre bestätigt.

## Auszeichnungen
- 2011: Alfred-Kerr-Preis für Literaturkritik[14]
- 2011: Caroline-Schlegel-Preis der Stadt Jena

## Schriften (Auswahl)
- Sexuelle Poetik. Proust, Musil, Genet, Jelinek. S. Fischer, Frankfurt am Main 1998, ISBN 3-596-13959-7 (Zugl.: Essen, Univ., Diss.)
- Das Geheimfach ist offen. Über Literatur. S. Fischer, Frankfurt am Main 2012, ISBN 3-10-029103-4.[15][16]
- Wer war Ingeborg Bachmann? Eine Biographie in Bruchstücken. S. Fischer, Frankfurt am Main 2017, ISBN 978-3-10-002303-2.